# 폼 클레멘티에프
폼 클레멘티에프(Pom Klementieff, 1986년 5월 3일 ~ )는 프랑스의 배우이다. 2013년 영화 《올드보이》에서 행복 역으로 잘 알려져 있다. 2017년 개봉 영화 《가디언즈 오브 갤럭시 Vol. 2》에서 맨티스 역으로 출연했다.

## 내력
클레멘티에프는 1986년 5월 3일 퀘벡시에서 한국인 어머니와 프랑스 영사관에서 일하는 프랑스계 러시아인 아버지 사이에서 태어났다. 폼이라는 이름은 한국어의 봄[春]과 범[虎]에서 따온 것이다. 클레멘티에프는 아버지의 직업 덕에 캐나다에 1년 밖에 거주하지 못했으며, 일본, 코트디부아르 등 여러 곳에서 자라다가 프랑스에 정착하였다.
클레멘티에프가 5살이 되던 해에 아버지가 암으로 사망하였으며, 어머니는 정신분열증으로 아이를 키울 수 없게 되었다. 이 때문에 삼촌네에서 자라게 되었다. 25살이 되던 해에 오빠가 자살했다. 18살이 되던 해 삼촌이 사망하였다. 클레멘티에프는 삼촌의 사망 후, 직업을 구하려고 했지만 구하지 못했고, 프랑스에서 웨이트리스와 판매원으로 일했다. 연기를 시작한 19살 때 파리의 연기 학교인 쿠르 플로랑에 다녔다.

## 출연작 목록

### 영화
| 연도 | 제목                                 | 원제                                        | 배역            | 비고        |
| ---- | ------------------------------------ | ------------------------------------------- | --------------- | ----------- |
| 2011 | 시작은 키스!                         | La Délicatesse                              | 종업원          |             |
| 2011 | 슬립리스 나이트                      | Nuit Blanche                                | 뤼시            |             |
| 2011 | 사랑의 유효기간은 3년                | L'Amour dure trois ans                      | 쥘리아          |             |
| 2012 | 라디오스타                           | Radiostars                                  | 피자 소녀       |             |
| 2012 | 우리동네 포르노스타                  | Les Kaïra                                   | 티아            |             |
| 2013 | 올드보이                             | Oldboy                                      | 행복            |             |
| 2015 | 해커스 게임                          | Hacker's Game                               | 로이즈          |             |
| 2017 | 언프리티 소셜 스타                   | Ingrid Goes West                            | 헤일리 정       |             |
| 2017 | 뉴니스                               | Newness                                     | 베서니          |             |
| 2017 | 가디언즈 오브 갤럭시 Vol. 2          | Guardians of the Galaxy Vol. 2              | 맨티스          |             |
| 2018 | 어벤져스: 인피니티 워                | Avengers: Infinity War                      | 맨티스          |             |
| 2019 | 어벤져스: 엔드게임                   | Avengers: Endgame                           | 맨티스          |             |
| 2019 | 아담스 패밀리                        | The Addams Family                           | 레일라 / 케일라 | 애니메이션  |
| 2019 | 언컷 젬스                            | Uncut Gems                                  | 렉서스          |             |
| 2021 | 썬더 포스                            | Thunder Force                               | 레이저          |             |
| 2021 | 더 수어사이드 스쿼드                 | The Suicide Squad                           | 댄서            | 카메오 출연 |
| 2022 | 토르: 러브 앤 썬더                   | Thor: Love and Thunder                      | 맨티스          |             |
| 2022 | 가디언즈 오브 갤럭시 홀리데이 스페셜 | The Guardians of the Galaxy Holiday Special | 맨티스          |             |
| 2023 | 가디언즈 오브 갤럭시: Volume 3       | Guardians of the Galaxy Vol 3               | 맨티스          |             |
| 2023 | 미션 임파서블: 데드 레코닝           | Mission: Impossible — Dead Reckoning        | 파리            |             |
| 2024 | 더 킬러스 게임                       | The Killer's Game                           | 앙투아네트      |             |
| 2025 | 미션 임파서블: 파이널 레코닝         | Mission: Impossible – The Final Reckoning   | 파리            |             |

### 텔레비전 드라마
| 연도 | 제목       | 원제         | 배역   | 비고                                |
| ---- | ---------- | ------------ | ------ | ----------------------------------- |
| 2019 | 블랙 미러  | Black Mirror | 록셰트 | "스트라이킹 바이퍼스" 에피소드 출연 |
| 2020 | 웨스트월드 | Westworld    | 마텔   | 3회분 출연                          |